# Llanitos de Santa Bárbara
Llanitos de Santa Bárbara är en ort i Mexiko.   Den ligger i kommunen Cadereyta de Montes och delstaten Querétaro Arteaga, i den centrala delen av landet, 170 km nordväst om huvudstaden Mexico City. Llanitos de Santa Bárbara ligger 2 133 meter över havet och antalet invånare är 240.
Terrängen runt Llanitos de Santa Bárbara är huvudsakligen kuperad, men åt sydost är den platt. Runt Llanitos de Santa Bárbara är det ganska glesbefolkat, med 38 invånare per kvadratkilometer. Närmaste större samhälle är Ezequiel Montes, 12,6 km söder om Llanitos de Santa Bárbara. Trakten runt Llanitos de Santa Bárbara består i huvudsak av gräsmarker.